# Guerra civile franca
La guerra civile franca è stata una serie di cinque battaglie distribuite in un periodo di quattro anni, dal 715 al 719. 
Dopo la morte del maggiordomo di tutti i regni Franchi Pipino di Herstal, nel dicembre 714, gli succedette come maggiordomo d'Austrasia, di Neustria e di Borgogna il nipote (figlio di suo figlio Grimoaldo II), di 6 anni, Teodoaldo sotto la tutela della nonna, vedova di Pipino, Plectrude, che, dopo aver imprigionato a Colonia il suo figliastro, Carlo Martello, che ambiva essere maggiordomo d'Austrasia ma era figlio illegittimo di Pipino, prese sotto la sua protezione anche il re merovingio di tutti i Franchi Dagoberto III, il quale avrebbe voluto nominare, per la Neustria, un maggiordomo di sua scelta, nella persona di Ragenfrido. Dato che Plectrude si opponeva a tale nomina, Ragenfrido, nell'estate del 715, spinse i Neustriani ad invadere l'Austrasia, proprio nei domini della casa di Pipino, tra la Mosa e le Ardenne; gli Austrasiani andarono loro incontro nella foresta di Cuise, nei pressi di Compiègne dove avvenne lo scontro: 
Battaglia di Compiègne
- l'esercito Austrasiano di Teodoaldo venne battuto.

Approfittando della confusione in campo Austrasiano, Carlo Martello fuggì dalla prigione di Colonia, ed i nobili Austrasiani lo elessero maggiordomo d'Austrasia; intanto Teodoaldo e la nonna si erano ritirati a Colonia. Dagoberto III morì, all'età di 16 anni; Ragenfrido, appoggiato dai nobili Neustriani, portò sul trono Chilperico II (figlio del re di tutti i Franchi, Childerico II) che nel 675, all'età di 5 anni, alla morte del padre, era stato messo in un monastero dagli zii Teodorico III e Dagoberto II, dove aveva vissuto col nome di Daniele. Chilperico confermò Ragenfrido maggiordomo di Neustria, e alleatosi, nel (716), con un vecchio nemico di Dagoberto, l'ultimo re della Frisia, Redbaldo mise l'assedio a Colonia, dove, Plectrude e Teodoaldo, si erano rinchiusi; Carlo Martello cercò di rompere l'assedio ma fu battuto nella:
Battaglia di Colonia
- vinta da Chilperico e Ragenfrido.

Il vincitore ottenne da Plectrude il riconoscimento a re di tutti i Franchi, con Ragenfrido maggiordomo di Neustria; ed inoltre il regno di Neustria si ingrandiva a spese di Austrasia e Borgogna. Mentre l'esercito Neustriano si ritirava da Colonia, Carlo Martello, che si era riorganizzato sulle colline tra il Reno e la Mosella, attaccò i Neustriani ed i suoi alleati probabilmente ancora nel 716, non lontano da Liegi:
Battaglia di Amblève
- vinta da Carlo Martello.

Dopo questa vittoria, Carlo Martello rientrò a Colonia, dove, riconfermato maggiordomo di Austrasia e di Borgogna, nel 717, innalzò a re d'Austrasia il merovingio Clotario IV e prese Teodoaldo sotto la sua protezione, mentre Plectrude si ritirò in convento, dove pochi mesi dopo morì. Carlo ritornò sui confini dove era ancora l'esercito Neustriano e lo scontro avvenne alla: 
Battaglia di Vincy
- vinta da Carlo Martello, che cacciò Chilperico dall'Austrasia.

Dopo la sconfitta, Chilperico e Ragenfrido si riorganizzarono e nel 718 si allearono col duca d'Aquitania Oddone il Grande e attaccarono nuovamente, marciando verso Soissons, dove avvenne lo scontro decisivo: 
Battaglia di Soissons
- vinta da Carlo Martello.

Ragenfrido si ritirò nei suoi feudi di Angers. Chilperico e Oddone continuarono a resistere, ma quando Carlo impadronitosi di Parigi, conquistata la valle della Loira, nel 719, imprigionò Chilperico, che gli era stato consegnato da Oddone (passato, nel frattempo, dalla parte di Carlo, dichiarandosi suo vassallo) la guerra civile terminò.
Il risultato fu che Chilperico, pur mantenendo il titolo di re di Neustria ( e, nel 720, alla morte di Clotario IV, re di tutti i Franchi), fu emarginato e lasciò il governo a Carlo Martello che assunse anche il titolo di maggiordomo di Neustria estromettendo definitivamente Ragenfrido.